# Curetis
Curetis (лат.) — род голубянок, включаюемый как единственный представитель в подсемейство Curetinae с множеством видов, которые встречаются в Индонезии, Малайзии, Филиппинах, Индии, Китае и Японии.

## Биология
Личинки Curelis bulis и Curelis sanlana потребляют листья древесных растениях семейства бобовых. Не ассоциированы с муравьями. Продолжительность личиночного развития 9—13 суток. Паразитами личинок являются бракониды рода Apanteles.

## Систематика
В состав рода входят 18 видов:
- Curetis acuta Moore, 1877
- Curetis barsine Felder, 1860
- Curetis brunnea Wileman, 1909
- Curetis bulis (Westwood, 1851)
- Curetis dentata Moore, 1879
- Curetis discalis Moore, 1879
- Curetis felderi Distant, 1884
- Curetis freda Eliot, 1959
- Curetis honesta Fruhstorfer, 1908
- Curetis insularis (Horsfield, 1829)
- Curetis latipicta Fruhstorfer, 1908
- Curetis minima Distant & Pryer, 1887
- Curetis nesophila C. & R. Felder, 1862
- Curetis nisias Fruhstorfer, 1908
- Curetis regula Evans, 1954
- Curetis santana (Moore, 1858)
- Curetis saronis Moore, 1877
- Curetis semilimbata Fruhstorfer, 1908
- Curetis siva Evans, 1954
- Curetis sperthis (C. & R. Felder, 1865)
- Curetis tagalica (C. & R. Felder, 1862)
- Curetis thetis (Drury, 1773)
- Curetis tonkina Evans, 1954